# Drassyllus villus
Drassyllus villus Platnick & Shadab, 1982 è un ragno appartenente alla famiglia Gnaphosidae.

## Etimologia
Il nome proprio deriva da un'arbitraria combinazione di lettere, come indicato dallo stesso descrittore nella pubblicazione. In realtà sembra comunque riferirsi, in parte, alla località messicana di rinvenimento: Villa Unión.

## Caratteristiche
Fa parte dell'insularis-group di questo genere: ha varie somiglianze con D. baccus; se ne distingue per lo spesso margine anteriore dell'epigino femminile.
L'olotipo femminile rinvenuto ha lunghezza totale è di 4,93mm; la lunghezza del cefalotorace è di 1,84mm; e la larghezza è di 1,43mm.

## Distribuzione
La specie è stata reperita nel Messico settentrionale: a 1900 metri di altitudine, 52 miglia ad est di Villa Unión, nello stato di Sinaloa.

## Tassonomia
Al 2015 non sono note sottospecie e dal 1982 non sono stati esaminati nuovi esemplari.